# Perizoma muscosata
Perizoma muscosata là một loài bướm đêm trong họ Geometridae.